# Marina Akulova
Marina Sergeevna Akulova (in russo Марина Сергеевна Акулова?; Čeljabinsk, 13 dicembre 1985) è una pallavolista russa.
Gioca nel ruolo di palleggiatrice.

## Carriera
La carriera da professionista di Marina Akulova inizia nel 2001, tra le file del Metar, squadra della sua città natale. Nel 2004 viene ingaggiata dal Volejbol'nyj klub Samorodok, dove resta per quattro stagioni. Con la maglia del Samorodok ottiene le prime convocazioni in nazionale nell'estate del 2006. Proprio nell'anno del suo esordio, riesce a vincere il campionato mondiale. Un anno dopo vince la medaglia di bronzo al campionato europeo.
Durante l'estate del 2008 vince il Trofeo Valle d'Aosta e si trasferisce allo Spartak Omsk, poi Omička.
Nella stagione 2012-13 viene ingaggiata dalla Dinamo Mosca, con cui resta per due campionati.
Nella stagione 2014-15 ritorna all'Avtodor-Metar, mentre in quella successiva è all'Omička, sempre in Superliga: tuttavia a metà annata 2015-16 viene ceduta al Racing Club de Cannes, nella Ligue A francese, con cui si aggiudica la Coppa di Francia.
Nella stagione seguente torna nel massimo campionato russo, che disputa con la maglia del Sachalin.

## Palmarès

### Club
- Coppa di Francia: 1

2015-16

### Nazionale (competizioni minori)
- Trofeo Valle d'Aosta 2008